# Jamantau
Jamantau (baškirski: Ямантау, rus.: Ямантау) je planina, dio uralskog planinskog lanca i nalazi se u Baškiriji u Rusiji.
Ime znači "opaka planina" na baškirskom jeziku (Ямантау). Visoka je 1640 metara i najviša je planina južnog Urala. Sjedinjene Američke Države ovu planinu, kao i planinu Kosvinski (600 km sjevernije), smatraju velikim tajnim nuklearnim objektom i/ili bunkerom. Zatvoreni vojni grad Mežgorje (rus. Межгорье) nalazi se u neposrednoj blizini. 

## Prirodne odlike
Planina zahvaća širinu od 3 km i dužinu od 5 km. Glavni vrhovi su: Veliki Jamantau (1640 m) i Mali Jamantau (1510m). Prosječna godišnja količina oborina kreće se od 700 do 1100 mm. Snježni pokrivač kreće se od 80 do 100 cm i obično ostaje između 180 i 205 dana. Prosječna temperatura se kreće od –14 °C u siječnju do 9 °C u srpnju.

## Kontroverze
Još od kraja 90.-ih godina 20. stoljeća, satelitski snimci SAD-a zabilježili su obimne projekte iskopavanja, u vrijeme vlade Borisa Jeljcina nakon pada Sovjetskog Saveza. Dva garnizona, Beloreck-15 i Beloreck-16, izgrađena su iznad objekta, a možda i treći, Alkino-2, i zajedno čine zatvoreni grad Mežgorje od 1995. godine. Priopćeno je da je svaki garnizon izgrađen za smještaj 30,000 radnika. Na postavljena pitanja SAD-a o svrsi objekta, ruska vlada je dala nekoliko različitih odgovora u vezi s planinom Jamantau. Isprva je okarakterirana kao rudarsko okno, zatim kao trezor za rusko blago, skladište za odlaganje hrane, i bunker za državni vrh u slučaju nuklearnog rata. Odgovarajući na pitanja u vezi s Jamantauom 1996. godine, Ministarstvo obrane Rusije je izjavilo: „Ne postoji praksa u Ministarstvu obrane Rusije da informira strana sredstva informiranja po pitanju svojih objekata, čemu god oni služili, a koji se grade u interesu jačanja sigurnosti Rusije.“ Velike željezničke linije služe ovome objektu.
Planina Jamantau je u blizini jedne od posljednjih ruskih funkcionalnih nuklearnih laboratorija, Čeljabinsk-70, potkrpljujući time glasine da već posjeduje nuklearno oružje. Ruske novine su 1996. objavile da je ona dio nuklearne komandne strukture „Mrtve ruke“.
Tijekom 1997., odluka Kongresa SAD, u vezi sa Zakonom o autorizaciji nacionalne obrane za 1998. godinu, izjavljuje da je Ruska Federacija održavala „Politiku obmane i poricanja“ po pitanju planinskog kompleksa nakon što su američki službenici priredili obilazak planinskog kompleksa Čejen ruskim diplomatima, čiji nalaz navodi „... ne smatra se da je u skladu sa smanjenjem strateških prijetnji, otvorenošću i suradnjom, koji su osnove strateškog partnerstva nakon hladnog rata između SAD-a i Rusije.“